# Notoxus brinckianus
Notoxus brinckianus es una especie de coleóptero de la familia Anthicidae.

## Distribución geográfica
Habita en Sri Lanka.